# MechAssault 2: Lone Wolf
MechAssault 2: Lone Wolf ist ein Actionspiel für Xbox und Nachfolger zu MechAssault. Wie der Vorgänger ist es ein Lizenzprodukt des BattleTech-Franchises und erschien im Dezember 2004 über Microsoft Game Studios. Entwickler waren die amerikanischen Day 1 Studios.

## Handlung
Das Spiel schließt an den Vorgänger an. Der Spieler schlüpft wieder in die Rolle eines namenlosen MechWarriors, der die Word of Blake daran hindern muss, in den Besitz mehrerer Datenkerne zu gelangen.

## Spielprinzip
MechAssault 2 behält das Spielprinzip des Vorgängers bei. Aus der Third-Person-Perspektive steuert der Spieler sein Kampfgefährt durch die 3D-Welt. Neben Mechs stehen diesmal auch Panzer, Flugeinheiten und der sogenannte BattleArmor zur Verfügung. Mit Hilfe des BattleArmors kann der Spieler andere Mechs kapern. Insgesamt stehen 35 unterschiedliche Fortbewegungsmittel zur Verfügung. Weiterhin stehen die actionorientierten Kämpfe gegen feindliche Einheiten im Vordergrund.
Neben der linear aufgebauten Kampagne existieren zehn verschiedene Mehrspieler-Modi, darunter Deathmatch, Last Man Standing und Capture the Flag – nebst Team-Varianten – King of the Hill oder Stützpunktkrieg. Dazu zählt auch der Conquest-Modus, in dem man sich einem Clan der Spielwelt anschließt und gegen andere Clans antritt, um die Vorherrschaft über diverse Planeten zu erobern. Neben den Online-Modi kann man ebenfalls wie im Vorgänger per Split-Screen oder System Link lokal gegen andere Spieler antreten.

## Rezeption
MechAssault 2 erhielt überwiegend positive Kritiken (Metacritic: 81 %).

“For online players, the world of MechAssault 2 is your oyster. The online aspect has exploded into a deep, diverse, and potentially awesome experience. […] In all, MechAssault 2 is a bigger, better, badder sequel that rewards Xbox Live players and doesn't do much for offline players. Don't compare the score directly to the first game. Technology moves quickly in the videogame world, and so do expectations. In every way MechAssault 2 is a far better effort than the first. But two years after the first, the level design is still linear, there is very little exploration, it's still got a weak single-player mode, complete with a stinky story and lackluster characters.”

„Für Online-Spiel ist die Welt von MechAssault ihre Perle. Der Onlineaspekt hat sich explosionsartig zu einer tiefgründigen, vielfältigen und potentiell fantastischen Erfahrung entwickelt. […] Insgesamt ist MechAssault 2 ein größerer, besserer, geilerer Nachfolger, das Xbox-Live-Spieler belohnt und nicht viel für Offline-Spieler tut. Vergleicht die Wertung nicht direkt mit dem ersten Spiel. Die Technologie in der Computerspielwelt schreitet schnell voran, genauso wie die Erwartungen. MechAssault ist in allen Belangen eine weitaus bessere Arbeitsleistung als das erste. Aber zwei Jahre nach dem Erstling ist das Leveldesign immer noch linear, es gibt wenig Erkundung, es hat immer noch einen schwachen Einzelspieler-Modus, abgerundet durch eine beschissene Handlung und farblose Figuren.“

“The first MechAssault was a superb game in its day, but it also benefited from being the first awesome multiplayer game available for the system. Now that some time has passed, and things like "quickmatch" and "optimatch" are synonymous with the multiplayer experience on the Xbox, MechAssault 2 isn't quite as impressive. The mech-jacking and the variety of team-based modes available are cool, but the relatively slow pace makes the rest of the game feel like a plodding, fairly standard third-person shooter.”

„Das erste MechAssault war seinerzeit ein hervorragendes Spiel, aber es profitierte auch davon, der erste großartige Mehrspieler-Titel für das System zu sein. Nachdem einige Zeit vergangen ist und Dinge wie "Quickmatch" und "Optimatch" synonym mit der Mehrspieler-Erfahrung auf der Xbox sind, ist MechAssault 2 nicht mehr ganz so beeindruckend. Der Mech-Diebstahl und die Vielzahl an verfügbaren teambasierten Spielmodi sind cool, aber das relativ langsame Tempo lässt das Spiel wie einen mühseligen, ziemlich standardmäßigen Third-Person-Shooter wirken.“

MechAssault 2 konnte an den Verkaufserfolg seines Vorgängers nicht anschließen. Während die Spielezeitschrift Next Generation den Vorgänger mit 750.000 verkauften Exemplaren noch auf Platz 85 der erfolgreichsten Spiele seit Xbox, PlayStation 2 und GameCube führte, tauchte der Nachfolger in dieser Liste nicht mehr auf. Die Gesamtverkaufszahlen der zweiteiligen Reihe wurden mit 1,1 Millionen Kopien angegeben. Microsoft veröffentlichte keinen weiteren Titel der Reihe mehr. Es folgte 2006 lediglich ein Ableger für die Handheld-Konsole Nintendo DS mit dem Titel MechAssault: Phantom War. Das Spiel wurde von Backbone Entertainment entwickelt und über Majesco Entertainment veröffentlicht.